# Округ Канкаки (Илиноис)
Округ Канкаки (енгл. Kankakee County) је округ у америчкој савезној држави Илиноис.

## Демографија
По попису из 2010. године број становника је 113.449, што је 9.616 (9,3%) становника више него 2000. године.
| Група             | 2000.          | 2010.          |
| Белци             | 80.829 (77,8%) | 83.218 (73,4%) |
| Афроамериканци    | 16.065 (15,5%) | 17.187 (15,1%) |
| Азијати           | 705 (0,7%)     | 1.052 (0,9%)   |
| Хиспаноамериканци | 4.959 (4,8%)   | 10.167 (9,0%)  |
| Укупно            | 103.833        | 113.449        |